# RANKL

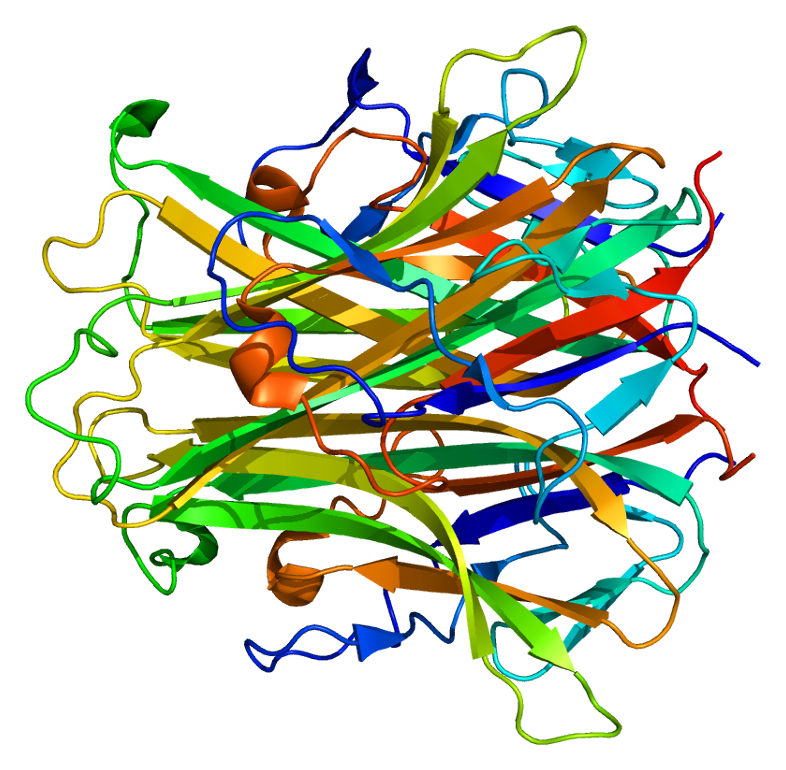
Struktura białka RANKL

RANKL (z ang. Receptor Activator for Nuclear Factor κ B Ligand = ligand aktywatora receptora jądrowego czynnika κ B) – białko uczestniczące w metabolizmie kości (aktywacja osteoklastów), należące do rodziny czynników martwicy nowotworów. U ludzi jest kodowane przez gen TNFSF11.

## Inne nazwy
- TNFSF11 (tumor necrosis factor ligand superfamily member 11)
- TRANCE (TNF-related activation-induced cytokine)
- OPGL (osteoprotegerin ligand)
- ODF (osteoclast differentiation factor)
- CD254

## Synteza
RANKL jest produkowany przez linię osteoblastyczną komórek (czyli przez dojrzałe osteoblasty i ich prekursory) oraz przez zaktywowane limfocyty T. Na jego ekspresję wpływają między innymi cytokiny: IL-1, IL-6, IL-11, TNF-α, glikokortykosteroidy oraz parathormon i witamina D3 (1,25(OH)2D3).

## Funkcja
Jest czynnikiem aktywującym proces tworzenia dojrzałych osteoklastów: różnicowanie, fuzję, funkcjonowanie oraz ich przeżywanie. Działa poprzez receptor RANK (Receptor Activator for Nuclear Factor κ B), znajdujący się na powierzchni komórek.